# Supercopa d'Europa de waterpolo masculina
La Supercopa d'Europa de waterpolo masculina, actualment anomenada Supercopa LEN (en anglès: LEN Supercup), és una competició esportiva de clubs de waterpolo europeus, creada la temporada 1976-77. De caràcter anual, és organitzada per la Lliga Europea de Natació. Hi competeixen els vigents campions de les dues competicions europees de clubs, la Lliga de Campions i la Copa LEN, en un partit final i en una seu neutral. Entre el 1976 i el 2002, la competició fou disputada entre els guanyadors de la Copa d'Europa i de la Recopa d'Europa.. El guanyador del torneig és declarat campió de la Supercopa LEN.
Històricament, la competició ha estat dominada per clubs soviètics, hongaresos i iugolaus, destacant el CSK Moscou (1976, 1980, 1982) i el HAVK Mladost (1975, 1990, 1996) amb tres títols cadascun. Aquest domini s'estengué fins a la meitat de la dècada del 1990. Els clubs italians es consolidaren com nous dominadors de la competició destacant el Pro Recco amb nou títols, rècord absolut de la competició, i l'AS Pescara amb dos (1987, 1993). El Club Natació Catalunya amb dos títols (1992, 1995), el Club Natació Barcelona (1981) i el Club Natació Atlètic-Barceloneta (2014) són els únics equips catalans que han guanyat la Supercopa.

## Historial
|            | Campió de la Copa d'Europa/Eurolliga/Lliga de Campions |
|            | Campió de la Recopa d'Europa                           |
|            | Campió de la Copa LEN                                  |
| En negreta | Equip guanyador                                        |
| (1)        | Nombre de títols                                       |
| 1-1        | Resultat campió-subcampió                              |
| (prò.)     | Pròrroga                                               |
| (p.)       | Penals                                                 |

| Edició                             | Temp.   | Data                                                 | Campió                                               | Campió                                               | Resultat                                             | Subcampió                                            | Subcampió                                            | Seu                                                  | refs.       |
| ---------------------------------- | ------- | ---------------------------------------------------- | ---------------------------------------------------- | ---------------------------------------------------- | ---------------------------------------------------- | ---------------------------------------------------- | ---------------------------------------------------- | ---------------------------------------------------- | ----------- |
| I                                  | 1975-76 |                                                      |                                                      | HAVK Mladost (1)                                     | 11–10                                                |                                                      | VK Partizan                                          | Ljubljana                                            |             |
| II                                 | 1976-77 |                                                      |                                                      | CSK VMF Moscou (1)                                   | 6–4                                                  |                                                      | MGU Moscou                                           | Ljubljana                                            | [ 1 ]       |
| III                                | 1977-78 |                                                      |                                                      | Ferencváros (1)                                      | 6–4                                                  |                                                      | Canottieri Napoli                                    | Ljubljana                                            |             |
| IV                                 | 1978-79 |                                                      |                                                      | OSC Budapest (1)                                     | 5–3                                                  |                                                      | Korčula                                              | Ljubljana                                            |             |
| V                                  | 1979-80 |                                                      |                                                      | Ferencváros (2)                                      | 7–6                                                  |                                                      | Vasas SC                                             | Ljubljana                                            |             |
| VI                                 | 1980-81 |                                                      |                                                      | CSK VMF Moscou (2)                                   | 14–11                                                |                                                      | Jug Dubrovnik                                        | Ljubljana                                            | [ 1 ]       |
| VII                                | 1981-82 | 12-12-1981                                           |                                                      | CN Barcelona (1)                                     | 12–11 (prò.)                                         |                                                      | POŠK                                                 | Skopje                                               | [ 2 ]       |
| VIII                               | 1982-83 | 13-12-1982                                           |                                                      | CSK VMF Moscou (3)                                   | 11–6                                                 |                                                      | Spandau 04                                           | Barcelona                                            | [ 1 ]       |
| IX                                 | 1983-84 |                                                      |                                                      | POŠK (1)                                             | 12–11                                                |                                                      | Pro Recco                                            | Barcelona                                            |             |
| X                                  | 1984-85 |                                                      |                                                      | Vasas SC (1)                                         | 9–5                                                  |                                                      | Dynamo Moscou                                        | Barcelona                                            |             |
| XI                                 | 1985-86 |                                                      |                                                      | Spandau 04 (1)                                       | 13–12                                                |                                                      | Vasas SC                                             | Zúric                                                |             |
| XII                                | 1986-87 |                                                      |                                                      | Spandau 04 (2)                                       | 10–8                                                 |                                                      | VK Mornar                                            | Zúric                                                |             |
| XIII                               | 1987-88 |                                                      |                                                      | AS Pescara (1)                                       | 9–8                                                  |                                                      | CN Posillipo                                         | Zúric                                                |             |
| no es disputà la temporada 1989-90 |         |                                                      |                                                      |                                                      |                                                      |                                                      |                                                      |                                                      |             |
| XIV                                | 1990-91 | N/D                                                  |                                                      | HAVK Mladost (2)                                     | 12-11 / 11-7                                         |                                                      | AS Pescara                                           | Pescara / Zagreb                                     |             |
| XV                                 | 1991-92 | N/D                                                  |                                                      | VK Partizan (1)                                      | 8-7 / 11-10                                          |                                                      | HAVK Mladost                                         | Belgrad / Zagreb                                     |             |
| XVI                                | 1992-93 | N/D                                                  |                                                      | CN Catalunya (1)                                     | 15-9 / 12-8                                          |                                                      | Jadran Split                                         | Barcelona / Budapest                                 | [ 3 ]       |
| XVII                               | 1993-94 | N/D                                                  |                                                      | AS Pescara (2)                                       | 12-12 / 7-5                                          |                                                      | Jadran Split                                         | Split / Pescara                                      |             |
| XVIII                              | 1994-95 | N/D                                                  |                                                      | Újpest (1)                                           | 9-5 / 15-12                                          |                                                      | AS Pescara                                           | Budapest / Pescara                                   |             |
| XIX                                | 1995-96 | N/D                                                  |                                                      | CN Catalunya (2)                                     | 8-6 / 12-9                                           |                                                      | Vasas SC                                             | Budapest / Barcelona                                 | [ 4 ]       |
| XX                                 | 1996-07 | N/D                                                  |                                                      | HAVK Mladost (3)                                     | 7-7 / 9-7                                            |                                                      | Racing Roma                                          | Roma / Zagreb                                        |             |
| no es disputà entre 1997 i 2001    |         |                                                      |                                                      |                                                      |                                                      |                                                      |                                                      |                                                      |             |
| XXI                                | 2002-03 |                                                      |                                                      | Olympiakos SFP (1)                                   | 6–5                                                  |                                                      | Vasas SC                                             | Budapest                                             |             |
| XXII                               | 2003-04 |                                                      |                                                      | Pro Recco (1)                                        | 6–5                                                  |                                                      | Leonessa                                             | Brescia                                              |             |
| XXIII                              | 2004-05 | 06-11-2004                                           |                                                      | Budapest Honvéd (1)                                  | 10–9                                                 |                                                      | CN Barcelona                                         | Budapest                                             | [ 5 ]       |
| XXIV                               | 2005-06 |                                                      |                                                      | CN Posillipo (1)                                     | 11–9                                                 |                                                      | RN Savona                                            | Vicenza                                              |             |
| XXV                                | 2006-07 |                                                      |                                                      | Jug Dubrovnik (1)                                    | 12–8                                                 |                                                      | Leonessa                                             | Brescia                                              |             |
| XXVI                               | 2007-08 |                                                      |                                                      | Pro Recco (2)                                        | 11–9                                                 |                                                      | Sintez Kazan                                         | Kazan                                                |             |
| XXVII                              | 2008-09 |                                                      |                                                      | Pro Recco (3)                                        | 13–8                                                 |                                                      | Shturm 2002                                          | Sori                                                 |             |
| XXVIII                             | 2009-10 |                                                      |                                                      | Primorac Kotor (1)                                   | 8–6                                                  |                                                      | Szegedi VE                                           | Kotor                                                |             |
| XXIX                               | 2010-11 |                                                      |                                                      | Pro Recco (4)                                        | 13–4                                                 |                                                      | VA Cattaro                                           | Trieste                                              |             |
| XXX                                | 2011-12 |                                                      |                                                      | VK Partizan (2)                                      | 11–6                                                 |                                                      | RN Savona                                            | Savona                                               |             |
| XXXI                               | 2012-13 |                                                      |                                                      | Pro Recco (5)                                        | 14–7                                                 |                                                      | RN Savona                                            | Savona                                               |             |
| XXXII                              | 2013-14 |                                                      |                                                      | Crvena zvezda (1)                                    | 9–8                                                  |                                                      | Radnički Kragujevac                                  | Bečej                                                |             |
| XXXIII                             | 2014-15 | 21-11-2014                                           |                                                      | CN Atlètic-Barceloneta (1)                           | 12–7                                                 |                                                      | Spartak Volgograd                                    | Piscina Sant Jordi, Barcelona                        | [ 6 ] [ 7 ] |
| XXXIV                              | 2015-16 | 21-11-2015                                           |                                                      | Pro Recco (6)                                        | 12–4                                                 |                                                      | CN Posillipo                                         | Piscina Comunale, Sori                               | [ 8 ]       |
| XXXV                               | 2016-17 |                                                      |                                                      | Jug Dubrovnik (2)                                    | 10–4                                                 |                                                      | AN Brescia                                           | Dubrovnik                                            |             |
| XXXVI                              | 2017-18 | 04-11-2017                                           |                                                      | Szolnok (1)                                          | 6–6 (4-2, p.)                                        |                                                      | Ferencvárosi TC                                      | Budapest                                             | [ 9 ]       |
| XXXVII                             | 2018-19 | 30-11-2018                                           |                                                      | Ferencvárosi TC (2)                                  | 7–7 (4-2, p.)                                        |                                                      | Olympiakos SFP                                       | Budapest                                             | [ 10 ]      |
| XXXVIII                            | 2019-20 | 02-11-2019                                           |                                                      | Ferencvárosi TC (3)                                  | 14–11                                                |                                                      | CN Marseille                                         | Marsella                                             | [ 11 ]      |
| XXXIX                              | 2020-21 | No disputada pel risc públic de contagi del COVID-19 | No disputada pel risc públic de contagi del COVID-19 | No disputada pel risc públic de contagi del COVID-19 | No disputada pel risc públic de contagi del COVID-19 | No disputada pel risc públic de contagi del COVID-19 | No disputada pel risc públic de contagi del COVID-19 | No disputada pel risc públic de contagi del COVID-19 |             |
| XL                                 | 2021-22 | 20-12-2021                                           |                                                      | Pro Recco (7)                                        | 15–4                                                 |                                                      | Szolnok                                              | Szolnok                                              |             |
| XLI                                | 2022-23 | 19-11-2022                                           |                                                      | Pro Recco (8)                                        | 16–8                                                 |                                                      | CN Sabadell                                          | Piscina Can Llong, Sabadell                          | [ 12 ]      |
| XLII                               | 2023-24 | 11-11-2023                                           |                                                      | Pro Recco (9)                                        | 18–10                                                |                                                      | Vasas SC                                             | Chiavari                                             | [ 13 ]      |